# Титулы и награды Елизаветы II
За время своего правления королева Великобритании Елизавета II получила целый ряд титулов и почётных званий, которые были присвоены как после коронации 6 февраля 1952 года, так и до неё. Кроме того, в рамках Британского Содружества Наций Елизавета II одновременно являлась вплоть до своей смерти монархом ряда Королевств Содружества.

## Королевский титул
- 21 апреля 1926 года — 11 декабря 1936 года: Её Королевское Высочество принцесса Елизавета Йоркская
- 11 декабря 1936 года — 20 ноября 1947 года: Её Королевское Высочество принцесса Елизавета
- 20 ноября 1947 года — 6 февраля 1952 года: Её Королевское Высочество принцесса Елизавета, герцогиня Эдинбургская
- 6 февраля 1952 — 8 сентября 2022 года: Её Величество королева

После своего восхождения на трон Елизавета заявила, что будет править под своим собственным именем, то есть тронное имя будет совпадать с личным. Официально её полный титул тогда звучал, как Её Величество Елизавета II, Божией Милостью Великобритании, Ирландии, и Британских Доминионов Заморских Королева, Защитница Веры. В Лондоне она чествовалась, как Королева Елизавета II, Божией Милостью Королева этого Королевства, и Её иных Королевств и Территорий, Глава Содружества, Защитница Веры.
Традиционный для британских монархов титул Защитника Веры (см. Fidei defensor) впервые появляется в бурное царствование короля Генриха VIII. Титул был присвоен королю 11 октября 1521 года римским папой Львом X в благодарность за написание прокатолической книги Assertio Septem Sacramentorum («Защита Семи Таинств»), появившейся в порядке полемики с Мартином Лютером.
Однако, в период 1529—1534 Генрих VIII сам порывает с католической церковью из-за её отказа санкционировать его развод с Екатериной Арагонской и новый брак с Анной Болейн. Курс на основание в Англии собственной Англиканской церкви приводит к тому, что в 1530 году папа Павел III отзывает титул «Защитника Веры», кроме того, король был отлучён от церкви.
Однако, Генрих VIII сохранил этот титул, в 1535 году дополнив его формулой «Защитник Веры Англиканской Церкви на Земле, водительствуемой его Верховным Главой, Иисусом Христом». В 1544 году король официально получает титул «Защитника Веры» от Британского парламента, уже в значении защитника веры от католицизма.
Царствующая королева Елизавета II при восшествии на престол также сохранила этот титул, обозначающий в настоящее время её статус главы Англиканской церкви. Формально духовный статус королевы считается даже выше, чем статус фактического главы Церкви архиепископа Кентерберийского.
Большинство Королевств Содружества отказались признать этот титул. Он употребляется в официальных титулах Елизаветы II только в Соединённом Королевстве, Новой Зеландии и в Канаде, причём Канада понимает титул «Защитницы Веры» не в смысле главы государственной религии (которой в Канаде нет), а именно в смысле защитницы веры как таковой. Вместе с тем основная масса доминионов отказалась признавать этот титул в самом скором времени после восшествия Елизаветы II на престол. В частности, Пакистан отказался признавать его уже в 1953 году, так как посчитал неприемлемым для мусульманской страны признавать своим монархом лицо, носящее титул защитника христианской веры.
Титул Императрицы Индии, впервые принятый королевой Викторией в 1876 году по образцу династии Великих Моголов, на момент воцарения Елизаветы II в 1952 году уже прекратил своё существование в связи с тем, что в 1947 году Индия получила независимость. Однако предшественник Елизаветы, Георг VI, принимает титулы «короля Индии» и «короля Пакистана». Титул короля Индии прекращает существовать в связи с её преобразованием в республику в 1950 году. При восхождении на престол Елизавета II вместе с тем получает и титул «Королевы Пакистана». Этот титул прекращает своё существование с преобразованием Пакистана в республику 23 марта 1956 года.
На Конференции премьер-министров Содружества, прошедшей в 1953 году, было принято решение, что Королева примет разные титулы в разных Королевствах Содружества, что должно отразить тот факт, что в каждой отдельной стране она должна восприниматься, как монарх именно этой страны. Таким образом, Елизавета II параллельно приняла несколько разных титулов, их количество в настоящее время составляет 16. Традиционно они перечисляются в следующем порядке: Соединённое Королевство (метрополия), Канада (доминион Короны с 1867 года), Австралия (с 1901 года) и Новая Зеландия (1907). Далее в списке идут бывшие колонии в порядке их преобразования в независимые Королевства Содружества: Ямайка (1962), Барбадос (1966), Багамские острова (1973), Гренада (1974), Папуа-Новая Гвинея (1975), Соломоновы Острова (1978), Тувалу (1978), Санта-Лучия (1979), Сент-Винсент и Гренадины (1979), Антигуа и Барбуда (1981), Белиз (1981), Сент-Китс и Невис (1983).
Точно также Елизавета II является монархом также и каждой составляющей части Соединённого Королевства. Определённые сложности возникли только в Шотландии, так как никогда не было королевы Елизаветы I Шотландской. Имели место нападения вандалов на королевский вензель EIIR (Elizabeth II Regina) на почтовых ящиках Королевской Почты в Шотландии, в связи с чем вензель был заменён только на Корону Шотландии. В 1953 году слушалось дело 1953 SC 396 «МакКормик против Лорд-адвоката», в котором истец обвинил королеву в том, что её титулование как королевы Елизаветы II в Шотландии нарушает Акт об Унии 1707 года: предыдущая королева Елизавета, которая казнила законную шотландскую королеву Марию Стюарт, именовалась Елизаветой I Английской, а поскольку тогда королевские дома Англии и Шотландии еще не были объединены, Елизавета I не может считаться королевой Шотландии, и следовательно, Елизавета II в Шотландии должна именоваться Елизаветой I.
Дело, однако, было проиграно, так как титулование и тронный номер монарха является объектом Королевской Прерогативы, которую Акт об Унии не регулирует. По предложению Уинстона Черчилля, будущие британские монархи должны при определении своего тронного номера опираться на наибольший номер среди своих английских и шотландских предшественников.
Например, хотя никогда не было короля Генриха Шотландского (король Генрих Стюарт был королем-консортом, супругом Марии Стюарт), но был король Англии Генрих VIII Тюдор, в случае, если один из будущих королей Великобритании будет носить это имя, он будет королем Генрихом IX. Аналогично, хотя король Англии Яков II Стюарт в Шотландии носил имя Якова VII, будущий король Соединенного Королевства с этим именем будет Яковом VIII. С другой стороны, в Англии никогда не было короля Давида, но был король Шотландии Давид II, поэтому будущий гипотетический король Соединенного Королевства будет носить имя Давид III.
Титул Главы Содружества был впервые введён предшественником Елизаветы II, Георгом VI в 1949 году в связи с началом процесса преобразование колониальной Британской империи в носящее конфедеративный характер Содружество наций. Официально титул был добавлен в большой титул британских монархов только в 1953 году, и был параллельно принят в каждом из существовавших на тот момент шести Королевствах Содружества (за исключением Пакистана).
В настоящее время этот титул носит частный характер, и неизвестно, сохранится ли он после смерти царствующей королевы.

## Официальные титулы

### Америка
Антигуа и Барбуда
- с 1982 — Её Величество Елизавета II, Божией Милостью Королева Антигуа и Барбуда, и Её иных Царств и Территорий, Глава Содружества.

 Багамские острова
- с 1973 — Её Величество Елизавета II, Божией Милостью Королева Содружества Багамских островов, и Её иных Царств и Территорий, Глава Содружества.

 Белиз
- с 1981 — Её Величество Елизавета II, Божией Милостью Королева Белиза, и Её иных Царств и Территорий, Глава Содружества.

 Канада
- 6 февраля 1952 года — 29 мая 1953 года: Её Величество Елизавета II, Божией Милостью Великобритании, Ирландии, и Британских Доминионов Заморских Королева, Защитница Веры
- с 29 мая 1953 — Её Величество Елизавета II, Божией Милостью Соединённого Королевства, Канады и Её иных Царств и Территорий Королева, Глава Содружества, Защитница Веры

 Гренада
- с 1974 — Её Величество Елизавета II, Божией Милостью Королева Соединённого Королевства Великобритании и Северной Ирландии, и Гренады и Её иных Царств и Территорий, Глава Содружества

 Ямайка
- с 1962 — Её Величество Елизавета II, Божией Милостью Королева Ямайки, и Её иных Царств и Территорий, Глава Содружества.

 Сент-Китс и Невис
- с 1983 — Её Величество Елизавета II, Божией Милостью Королева Святого Кристофера и Невиса, и Её иных Царств и Территорий, Глава Содружества.

 Сент-Люсия
- с 1979 — Её Величество Елизавета II, Божией Милостью Королева Санта-Лючии, и Её иных Царств и Территорий, Глава Содружества.

 Сент-Винсент и Гренадины
- с 1979 — Её Величество Елизавета II, Божией Милостью Королева Сент-Винсента и Гренадин, и Её иных Царств и Территорий, Глава Содружества.

### Европа
Гернси
- с 6 февраля 1952 года — Герцогиня Нормандская

 Остров Мэн
- с 6 февраля 1952 года — Владетельница Мэна (Lord of Mann)

 Остров Джэрси
- 6 февраля 1952 года — 26 марта 1953 года: Елизавета II, Милостью Божией, Великобритании, Ирландии, и Британских Доминионов Заморских Королева, Защитница Веры
- с 26 марта 1953 — Её Величество Елизавета II, Милостью Божией, Соединённого Королевства Великобритании и Северной Ирландии, и Её иных Царств и Территорий Королева, Глава Содружества, Защитница Веры

### Океания
Австралия
- 6 февраля 1952—1953: Её Величество Елизавета II, Милостью Божией, Великобритании, Ирландии, и Британских Доминионов Заморских Королева, Защитница Веры
- 1953—1973: Её Величество Елизавета II, Милостью Божией, Соединённого Королевства, Австралии и Её иных Царств и Территорий Королева, Глава Содружества, Защитница Веры
- с 1973 — Её Величество Елизавета II, Милостью Божией, Королева Австралии и Её иных Царств и Территорий, Глава Содружества

 Новая Зеландия
- 6 февраля 1952—1953: Её Величество Елизавета II, Милостью Божией, Великобритании, Ирландии, и Британских Доминионов Заморских Королева, Защитница Веры
- 1953—1974: Её Величество Елизавета II, Милостью Божией, Соединённого Королевства, Новой Зеландии и Её иных Царств и Территорий Королева, Глава Содружества, Защитница Веры
- с 1974 — Её Величество Елизавета II, Милостью Божией, Королева Новой Зеландии и Её иных Царств и Территорий, Глава Содружества, Защитница Веры

 Папуа Новая Гвинея
- с 1978 — Её Величество Елизавета II, Королева Папуа — Новой Гвинеи и Её иных Царств и Территорий, Глава Содружества

 Соломоновы Острова
- с 1978 — Её Величество Елизавета II, Милостью Божией, Королева Соломоновых Островов и Её иных Царств и Территорий, Глава Содружества

 Тувалу
- с 1978 — Её Величество Елизавета II, Милостью Божией, Королева Тувалу и Её иных Царств и Территорий, Глава Содружества

## Неофициальные титулы
Провинция Британская Колумбия, Канада
- с 1959 — Мать всего народа

 Ямайка
- с 1952 — Миссис Королева, или Леди Королева

 США, штат Небраска
- Адмирал Елизавета (почётное звание «Адмирал Небраски»)

 Фиджи
- 1952—1987 — Королева или Верховный Вождь Фиджи (en:Monarchy of Fiji)

 Новая Зеландия
- с 1952 — Белая цапля (на маори — Kotuku)

## Воинские звания
Канада
- 6 февраля 1952 года — 1 февраля 1968 года: Главнокомандующий Королевским Канадским Военно-Морским Флотом
- 6 февраля 1952 года — 1 февраля 1968 года: Главнокомандующий Канадской Армией
- 6 февраля 1952 года — 1 февраля 1968 года: Главнокомандующий Королевскими Канадскими Военно-Воздушными Силами
- 1 февраля 1968 года — … Главнокомандующий Канадскими Вооружёнными Силами

 Новая Зеландия
- с 1990 — Главнокомандующий Сил Обороны Новой Зеландии

 Соединённое Королевство
- 1945 — 27 июля 1945: второй субалтерн-офицер Вспомогательной Территориальной Службы
- 27 июля 1945 — 6 февраля 1952: младший коммандер Вспомогательной Территориальной Службы
- 6 февраля 1952 — … Главнокомандующий Британскими Вооружёнными Силами
- 1964 — 10 июня 2011: Лорд Главный Адмирал Королевского Флота

## Награды
| Страна               | Дата                        | Награда                                                                            | Награда                                                                            | Литеры  |
| -------------------- | --------------------------- | ---------------------------------------------------------------------------------- | ---------------------------------------------------------------------------------- | ------- |
| Великобритания       | 1935—6 февраля 1952         | Кавалер Первого класса                                                             | ордена короля Георга V                                                             |         |
| Великобритания       | 1952—                       | Суверен                                                                            | ордена короля Георга V                                                             |         |
| Великобритания       | 1937—6 февраля 1952         | Кавалер Первого класса                                                             | ордена короля Георга VI                                                            |         |
| Великобритания       | 1952—                       | Суверен                                                                            | ордена короля Георга VI                                                            |         |
| Англия Уэльс         | 1947—6 февраля 1952         | Королевская леди                                                                   | ордена Подвязки                                                                    | LG      |
| Англия Уэльс         | 1952—                       | Суверен                                                                            | ордена Подвязки                                                                    |         |
| Великобритания       | 12 июня 1947—6 февраля 1952 | Кавалер                                                                            | Имперского ордена Индийской короны                                                 | CI      |
| Великобритания       | 1952—                       | Суверен                                                                            | Имперского ордена Индийской короны                                                 |         |
| Великобритания       | 1947—6 февраля 1952         | Дама Большого креста                                                               | ордена Святого Иоанна Иерусалимского                                               | DGStJ   |
| Великобритания       | 6 февраля 1952—             | Суверен                                                                            | ордена Святого Иоанна Иерусалимского                                               |         |
| Великобритания       | 1951—6 февраля 1952         | Леди достопочтенного Его Величества Тайного совета                                 | Леди достопочтенного Его Величества Тайного совета                                 | PC      |
| Великобритания       | 6 февраля 1952—             | Суверен Королевского Викторианского ордена                                         | Суверен Королевского Викторианского ордена                                         |         |
| Великобритания       | 6 февраля 1952—             | Суверен ордена Заслуг                                                              | Суверен ордена Заслуг                                                              |         |
| Великобритания       | 6 февраля 1952—             | Суверен ордена Кавалеров Почёта                                                    | Суверен ордена Кавалеров Почёта                                                    |         |
| Шотландия            | 6 февраля 1952—             | Суверен ордена Чертополоха                                                         | Суверен ордена Чертополоха                                                         |         |
| Северная Ирландия    | 6 февраля 1952—             | Суверен ордена Святого Патрика                                                     | Суверен ордена Святого Патрика                                                     |         |
| Великобритания       | 6 февраля 1952—             | Суверен ордена Бани                                                                | Суверен ордена Бани                                                                |         |
| Великобритания       | 6 февраля 1952—             | Суверен ордена святого Михаила и святого Георгия                                   | Суверен ордена святого Михаила и святого Георгия                                   |         |
| Великобритания       | 6 февраля 1952—             | Суверен ордена Британской империи                                                  | Суверен ордена Британской империи                                                  |         |
| Великобритания       | 6 февраля 1952—             | Суверен ордена «За выдающиеся заслуги»                                             | Суверен ордена «За выдающиеся заслуги»                                             |         |
| Великобритания       | 6 февраля 1952—             | Суверен ордена Имперской службы                                                    | Суверен ордена Имперской службы                                                    |         |
| Великобритания       | 6 февраля 1952—             | Суверен ордена Звезды Индии                                                        | Суверен ордена Звезды Индии                                                        |         |
| Великобритания       | 6 февраля 1952—             | Суверен ордена Индийской империи                                                   | Суверен ордена Индийской империи                                                   |         |
| Великобритания       | 6 февраля 1952—             | Суверен ордена Британской Индии                                                    | Суверен ордена Британской Индии                                                    |         |
| Великобритания       | 6 февраля 1952—             | Суверен Индийского ордена Заслуг                                                   | Суверен Индийского ордена Заслуг                                                   |         |
| Великобритания       | 6 февраля 1952—             | Суверен ордена Бирмы                                                               | Суверен ордена Бирмы                                                               |         |
| Великобритания       | 6 февраля 1952—             | Суверен ордена королевы Виктории и Альберта                                        | Суверен ордена королевы Виктории и Альберта                                        |         |
| Великобритания       | 6 февраля 1952—             | Суверен ордена короля Эдуарда VII                                                  | Суверен ордена короля Эдуарда VII                                                  |         |
| Великобритания       | 1953—                       | Суверен ордена королевы Елизаветы II                                               | Суверен ордена королевы Елизаветы II                                               |         |
| Манитоба             | 1957—                       | Главный охотник ордена охотника Буффало                                            | Главный охотник ордена охотника Буффало                                            |         |
| Канада               | 1967—                       | Суверен ордена Канады                                                              | Суверен ордена Канады                                                              |         |
| Ямайка               | 1968—                       | Суверен ордена Национального героя                                                 | Суверен ордена Национального героя                                                 |         |
| Ямайка               | 1968—                       | Суверен ордена Ямайки                                                              | Суверен ордена Ямайки                                                              |         |
| Ямайка               | 1968—                       | Суверен ордена Заслуг                                                              | Суверен ордена Заслуг                                                              |         |
| Ямайка               | 1968—                       | Суверен ордена Отличия                                                             | Суверен ордена Отличия                                                             |         |
| Канада               | 1972—                       | Суверен ордена Военных заслуг                                                      | Суверен ордена Военных заслуг                                                      |         |
| Ямайка               | 1973—                       | Суверен ордена Нации                                                               | Суверен ордена Нации                                                               |         |
| Австралия            | 1975—                       | Суверен ордена Австралии                                                           | Суверен ордена Австралии                                                           |         |
| Новая Зеландия       | 1975—                       | Суверен Почётного ордена королевы                                                  | Суверен Почётного ордена королевы                                                  |         |
| Барбадос             | 1980—                       | Суверен ордена Барбадоса                                                           | Суверен ордена Барбадоса                                                           |         |
| Сент-Люсия           | 1980—                       | Суверен ордена Сент-Люсии                                                          | Суверен ордена Сент-Люсии                                                          |         |
| Соломоновы Острова   | 1982—                       | Дама Звезды Соломоновых Островов                                                   | Дама Звезды Соломоновых Островов                                                   |         |
| Соломоновы Острова   | 1982—                       | Суверен ордена Соломоновых Островов                                                | Суверен ордена Соломоновых Островов                                                |         |
| Новая Зеландия       | 1987—                       | Суверен ордена Новой Зеландии                                                      | Суверен ордена Новой Зеландии                                                      |         |
| Белиз                | 1991—                       | Суверен ордена Национального героя                                                 | Суверен ордена Национального героя                                                 |         |
| Белиз                | 1991—                       | Суверен ордена Белиза                                                              | Суверен ордена Белиза                                                              |         |
| Белиз                | 1991—                       | Суверен ордена Отличия                                                             | Суверен ордена Отличия                                                             |         |
| ЮАР                  | 1995                        | Большой крест ордена Доброй Надежды                                                | Большой крест ордена Доброй Надежды                                                |         |
| Новая Зеландия       | 1996—                       | Суверен новозеландского ордена Заслуг                                              | Суверен новозеландского ордена Заслуг                                              |         |
| Сент-Китс и Невис    | 1997—                       | Гроссмейстер ордена Национального героя                                            | Гроссмейстер ордена Национального героя                                            |         |
| Антигуа и Барбуда    | 1998—                       | Суверен ордена Национального героя                                                 | Суверен ордена Национального героя                                                 |         |
| Антигуа и Барбуда    | 1998—                       | Суверен ордена нации                                                               | Суверен ордена нации                                                               |         |
| Антигуа и Барбуда    | 1998—                       | Суверен ордена Заслуг                                                              | Суверен ордена Заслуг                                                              |         |
| Антигуа и Барбуда    | 1998—                       | Суверен ордена Княжеского наследия                                                 | Суверен ордена Княжеского наследия                                                 |         |
| Канада               | 3 октября 2000—             | Суверен ордена За заслуги полицейского корпуса                                     | Суверен ордена За заслуги полицейского корпуса                                     |         |
| Папуа — Новая Гвинея | 23 августа 2005—            | Суверен ордена Логоху                                                              | Суверен ордена Логоху                                                              |         |
| Папуа — Новая Гвинея | 2005—                       | Суверен ордена Звезды Мелонезии                                                    | Суверен ордена Звезды Мелонезии                                                    |         |
| Сент-Китс и Невис    | 2005—                       | Суверен ордена Святого Христофора и Невиса                                         | Суверен ордена Святого Христофора и Невиса                                         |         |
| Гренада              | 31 декабря 2007—            | Суверен ордена Национального героя                                                 | Суверен ордена Национального героя                                                 |         |
| Гренада              | 31 декабря 2007—            | Суверен ордена Гренады                                                             | Суверен ордена Гренады                                                             |         |
| ЮАР                  | 3 марта 2010—               | Орден Компаньонов О. Р. Тамбо в золоте                                             | Орден Компаньонов О. Р. Тамбо в золоте                                             |         |
| Великобритания       | 1935                        | Медаль Серебряного юбилея короля Георга V                                          | Медаль Серебряного юбилея короля Георга V                                          |         |
| Великобритания       | 1937                        | Коронационная медаль Георга VI                                                     | Коронационная медаль Георга VI                                                     |         |
| Великобритания       | 1945                        | Медаль обороны                                                                     | Медаль обороны                                                                     |         |
| Великобритания       | 1945                        | Военная медаль 1939–1945                                                           | Военная медаль 1939–1945                                                           |         |
| Канада               | 1951                        | Отличие вооруженных сил Канады                                                     | Отличие вооруженных сил Канады                                                     | CD***** |
| Великобритания       | 11 октября 2016             | Медаль «За долгую и добросовестную службу в Вооружённых силах» с 5 накладками      | Медаль «За долгую и добросовестную службу в Вооружённых силах» с 5 накладками      |         |
| Великобритания       | 11 октября 2016             | Медаль «За долгую и добросовестную службу в Военно-морском флоте» с 5 накладками   | Медаль «За долгую и добросовестную службу в Военно-морском флоте» с 5 накладками   |         |
| Великобритания       | 11 октября 2016             | Медаль «За долгую и добросовестную службу в Военно-воздушных силах» с 5 накладками | Медаль «За долгую и добросовестную службу в Военно-воздушных силах» с 5 накладками |         |

| Страна                        | Дата вручения      | Награда                                                                                       | Награда                                                                                       | Литеры          |
| ----------------------------- | ------------------ | --------------------------------------------------------------------------------------------- | --------------------------------------------------------------------------------------------- | --------------- |
| Дания                         | 1947—              | Орден Слона                                                                                   | Орден Слона                                                                                   | RE              |
| Египет                        | 1948—              | Большая лента ордена Добродетельности                                                         | Большая лента ордена Добродетельности                                                         |                 |
| Франция                       | 1948—              | Большой Крест ордена Почётного легиона                                                        | Большой Крест ордена Почётного легиона                                                        |                 |
| Непал                         | 1949—              | Большая лента ордена Оясви Раянья                                                             | Большая лента ордена Оясви Раянья                                                             |                 |
| Нидерланды                    | 1950—              | Большой Крест ордена Нидерландского льва                                                      | Большой Крест ордена Нидерландского льва                                                      |                 |
| Греция                        | 1950— 1974         | Большой Крест ордена Святой Ольги и Святой Софии                                              | Большой Крест ордена Святой Ольги и Святой Софии                                              |                 |
| Иордания                      | 1953— 1984         | Знак на цепи                                                                                  | Орден Хусейна ибн Али                                                                         |                 |
| Иордания                      | 1984—              | Знак на ленте                                                                                 | Орден Хусейна ибн Али                                                                         |                 |
| Швеция                        | 1953— 1975         | Кавалер                                                                                       | Орден Серафимов                                                                               | LSerafO         |
| Швеция                        | 1975—              | Кавалер с цепью                                                                               | Орден Серафимов                                                                               | LSerafO m kedja |
| Панама                        | 1953—              | Золотая цепь ордена Мануеля Амадора Гуерреро                                                  | Золотая цепь ордена Мануеля Амадора Гуерреро                                                  |                 |
| Ливия                         | 1954— 1969         | Большой Крест и цепь ордена Идриса I                                                          | Большой Крест и цепь ордена Идриса I                                                          |                 |
| Эфиопия                       | 1954—              | Большая цепь ордена Соломона                                                                  | Большая цепь ордена Соломона                                                                  |                 |
| Норвегия                      | 1955—              | Большой крест и цепь ордена Святого Олафа                                                     | Большой крест и цепь ордена Святого Олафа                                                     |                 |
| Португалия                    | 1955—              | Большая лента и крест тройного ордена Христа, Ависса и Сантьяго                               | Большая лента и крест тройного ордена Христа, Ависса и Сантьяго                               |                 |
| Ирак                          | 1956— 14 июля 1958 | Кавалер Цепи ордена Хашимитов                                                                 | Кавалер Цепи ордена Хашимитов                                                                 |                 |
| Италия                        | 1958—              | Большой крест и цепь ордена «За заслуги перед Итальянской Республикой»                        | Большой крест и цепь ордена «За заслуги перед Итальянской Республикой»                        |                 |
| Германия                      | 1958—              | Большой крест специальной степени ордена «За заслуги перед Федеративной Республикой Германия» | Большой крест специальной степени ордена «За заслуги перед Федеративной Республикой Германия» |                 |
| Иран                          | 1959— 1979         | Большая цепь ордена Пехлеви                                                                   | Большая цепь ордена Пехлеви                                                                   |                 |
| Перу                          | 1960—              | Большой крест с бриллиантами ордена Солнца                                                    | Большой крест с бриллиантами ордена Солнца                                                    |                 |
| Аргентина                     | 1960—              | Большая цепь ордена Освободителя Сан-Мартина                                                  | Большая цепь ордена Освободителя Сан-Мартина                                                  |                 |
| Таиланд                       | 1960—              | Орден Королевского дома Чакри                                                                 | Орден Королевского дома Чакри                                                                 |                 |
| Пакистан                      | 1960               | Орден «Нишан-е-Пакистан»                                                                      | Орден «Нишан-е-Пакистан»                                                                      | NPk             |
| Тунис                         | 1961—              | Большая цепь ордена Независимости                                                             | Большая цепь ордена Независимости                                                             |                 |
| Финляндия                     | 1961—              | Большой Крест и цепь ордена Белой розы                                                        | Большой Крест и цепь ордена Белой розы                                                        |                 |
| Мали                          | 1961—              | Большой Крест ордена Мали                                                                     | Большой Крест ордена Мали                                                                     |                 |
| Сенегал                       | 1961—              | Большой крест ордена Льва                                                                     | Большой крест ордена Льва                                                                     |                 |
| Непал                         | 1961               | Цепь Махендры                                                                                 | Цепь Махендры                                                                                 |                 |
| Либерия                       | 1961— 1979         | Знак на большой ленте                                                                         | Орден Пионеров Республики                                                                     |                 |
| Либерия                       | 1979—              | Знак на цепи                                                                                  | Орден Пионеров Республики                                                                     |                 |
| Кот-д’Ивуар                   | 1962—              | Большой Крест Национального ордена Республики Кот-д’Ивуар                                     | Большой Крест Национального ордена Республики Кот-д’Ивуар                                     |                 |
| Либерия                       | 1962—              | Кавалер большой ленты ордена Звезды Африки                                                    | Кавалер большой ленты ордена Звезды Африки                                                    |                 |
| Япония                        | 1962—              | Цепь ордена Хризантемы                                                                        | Цепь ордена Хризантемы                                                                        |                 |
| Камерун                       | 1963—              | Большой Крест ордена Доблести                                                                 | Большой Крест ордена Доблести                                                                 |                 |
| Бельгия                       | 1963—              | Большой Крест ордена Леопольда I                                                              | Большой Крест ордена Леопольда I                                                              |                 |
| Греция                        | 1963—              | Большой Крест ордена Спасителя                                                                | Большой Крест ордена Спасителя                                                                | GCR             |
| Исландия                      | 1963—              | Большой Крест и цепь ордена Сокола                                                            | Большой Крест и цепь ордена Сокола                                                            |                 |
| Судан                         | 1964               | Цепь Почёта                                                                                   | Цепь Почёта                                                                                   |                 |
| Чили                          | 1965—              | Большая цепь ордена Заслуг                                                                    | Большая цепь ордена Заслуг                                                                    |                 |
| Австрия                       | 1966—              | Большой Крест ордена Заслуг                                                                   | Большой Крест ордена Заслуг                                                                   |                 |
| Бразилия                      | 1968—              | Большая цепь ордена Южного Креста                                                             | Большая цепь ордена Южного Креста                                                             |                 |
| Нигер                         | 1969—              | Большой Крест Национального ордена                                                            | Большой Крест Национального ордена                                                            |                 |
| Нигерия                       | 1969               | Гранд-командор ордена Нигера                                                                  | Гранд-командор ордена Нигера                                                                  | GCON            |
| Абу-Даби                      | 1969—              | Член первого класса ордена Аль-Нахайяна                                                       | Член первого класса ордена Аль-Нахайяна                                                       |                 |
| Габон                         | 1969—              | Большой Крест ордена Экваториальной Звезды                                                    | Большой Крест ордена Экваториальной Звезды                                                    |                 |
| Афганистан                    | 1971—              | Орден Солнца Первого класса                                                                   | Орден Солнца Первого класса                                                                   |                 |
| Люксембург                    | 1972—              | Орден Золотого льва Нассау                                                                    | Орден Золотого льва Нассау                                                                    |                 |
| Югославия                     | 1972— 1992         | Орден Югославской большой звезды                                                              | Орден Югославской большой звезды                                                              |                 |
| Сингапур                      | 1972               | Дама ордена Темасека 1 класса                                                                 | Дама ордена Темасека 1 класса                                                                 | DUT(1st)        |
| Малайзия                      | 1972               | Дама ордена Короны Королевства                                                                | Дама ордена Короны Королевства                                                                | D.M.N.          |
| Мальдивы                      | 1972               | Орден Выдающегося лидера (Nishan-i-Ghazi)                                                     | Орден Выдающегося лидера (Nishan-i-Ghazi)                                                     | NGIV            |
| Бруней                        | 1972               | Дама ордена Королевской семьи                                                                 | Дама ордена Королевской семьи                                                                 | DK              |
| Кения                         | 1972               | Дама ордена Золотого сердца                                                                   | Дама ордена Золотого сердца                                                                   | C.G.H.          |
| Мексика                       | 1973—              | Цепь ордена Ацтекского орла                                                                   | Цепь ордена Ацтекского орла                                                                   |                 |
| Заир                          | 1973—              | Большой Крест ордена Леопарда                                                                 | Большой Крест ордена Леопарда                                                                 |                 |
| Гамбия                        | 1974               | Гранд-командор ордена Республики                                                              | Гранд-командор ордена Республики                                                              | GCRG            |
| Индонезия                     | 1974               | Звезда Индонезии 1 класса                                                                     | Звезда Индонезии 1 класса                                                                     |                 |
| Египет                        | 1975—              | Большая цепь ордена Нила                                                                      | Большая цепь ордена Нила                                                                      |                 |
| Португалия                    | 1978—              | Большая цепь ордена Святого Иакова и Меча                                                     | Большая цепь ордена Святого Иакова и Меча                                                     | GColSE          |
| Румыния                       | 1978— 1989         | Орден Звезды Румынии Первого класса                                                           | Орден Звезды Румынии Первого класса                                                           |                 |
| Кувейт                        | 1979—              | Цепь ордена Мубарака Великого                                                                 | Цепь ордена Мубарака Великого                                                                 |                 |
| Бахрейн                       | 1979—              | Цепь ордена аль-Халифа                                                                        | Цепь ордена аль-Халифа                                                                        |                 |
| Оман                          | 1979—              | Орден Омана специального класса                                                               | Орден Омана специального класса                                                               |                 |
| Саудовская Аравия             | 1979               | Цепь Великого Бадра                                                                           | Цепь Великого Бадра                                                                           |                 |
| Саудовская Аравия             | 1979—              | Знак на цепи ордена короля Абдул Азиза                                                        | Знак на цепи ордена короля Абдул Азиза                                                        |                 |
| Малави                        | 1979               | Дама первого класса ордена Льва                                                               | Дама первого класса ордена Льва                                                               |                 |
| Ботсвана                      | 1979               | Дама ордена Президента                                                                        | Дама ордена Президента                                                                        | POB             |
| Катар                         | 1979               | Орден Независимости                                                                           | Орден Независимости                                                                           |                 |
| Тунис                         | 1980—              | Большая цепь ордена Республики                                                                | Большая цепь ордена Республики                                                                |                 |
| Марокко                       | 1980—              | Орден Мухамедийя специальной степени                                                          | Орден Мухамедийя специальной степени                                                          |                 |
| Оман                          | 1982—              | Орден Аль-Саид                                                                                | Орден Аль-Саид                                                                                |                 |
| Доминика                      | 1985               | Доминиканская Почётная награда                                                                | Доминиканская Почётная награда                                                                | DAH             |
| Тринидад и Тобаго             | 1985               | Золотая медаль Креста Тринити                                                                 | Золотая медаль Креста Тринити                                                                 | TC              |
| Испания                       | 1986—              | Большой крест на цепи ордена Карла III                                                        | Большой крест на цепи ордена Карла III                                                        |                 |
| Южная Корея                   | 1986—              | Кавалер ордена «Мугунхва» (Вечно цветущей розы)                                               | Кавалер ордена «Мугунхва» (Вечно цветущей розы)                                               |                 |
| Испания                       | 1988—              | Орден Золотого руна                                                                           | Орден Золотого руна                                                                           |                 |
| Нигерия                       | 1989               | Гранд-командор ордена Республики                                                              | Гранд-командор ордена Республики                                                              | GCFR            |
| ОАЭ                           | 1989               | Орден Федерации                                                                               | Орден Федерации                                                                               |                 |
| Польша                        | 1991—              | Большой Крест ордена Заслуг                                                                   | Большой Крест ордена Заслуг                                                                   |                 |
| Венгрия                       | 1991—              | Большой Крест ордена Заслуг                                                                   | Большой Крест ордена Заслуг                                                                   |                 |
| Мальта                        | 28 мая 1992—2000   | Знак                                                                                          | Почётный компаньон Почёта Национального ордена Заслуг                                         | KUOM            |
| Мальта                        | 23 октября 2000    | Орденская цепь                                                                                | Почётный компаньон Почёта Национального ордена Заслуг                                         |                 |
| Бруней                        | 1992               | Дама Королевского семейного ордена Короны Брунея                                              | Дама Королевского семейного ордена Короны Брунея                                              | DKMB            |
| Бруней                        | 1992               | Медаль Серебряного юбилея султана Брунея                                                      | Медаль Серебряного юбилея султана Брунея                                                      |                 |
| Португалия                    | 1993—              | Большая цепь ордена Башни и Меча                                                              | Большая цепь ордена Башни и Меча                                                              | GColTE          |
| Колумбия                      | 1993—              | Большая цепь ордена Бояки                                                                     | Большая цепь ордена Бояки                                                                     |                 |
| Кувейт                        | 1995—              | Орден Кувейта специального класса                                                             | Орден Кувейта специального класса                                                             |                 |
| Польша                        | 1996—              | Орден Белого орла                                                                             | Орден Белого орла                                                                             |                 |
| Чехия                         | 1996—              | Орден Белого льва Первого класса на цепи                                                      | Орден Белого льва Первого класса на цепи                                                      |                 |
| Латвия                        | 1996—              | Большой Крест на цепи ордена Трёх звёзд                                                       | Большой Крест на цепи ордена Трёх звёзд                                                       |                 |
| Перу                          | 1998—              | Большой Крест ордена Заслуг                                                                   | Большой Крест ордена Заслуг                                                                   |                 |
| Казахстан                     | 2000—              | Орден Золотого орла                                                                           | Орден Золотого орла                                                                           |                 |
| Румыния                       | 2 февраля 2000—    | Цепь ордена Звезды Румынии                                                                    | Цепь ордена Звезды Румынии                                                                    |                 |
| Словения                      | 2001—              | Золотой орден Свободы                                                                         | Золотой орден Свободы                                                                         |                 |
| Хорватия                      | 3 Января 2001—     | Орден Короля Томислава специальной степени с большой звездой                                  | Орден Короля Томислава специальной степени с большой звездой                                  |                 |
| Грузия                        | 2002—              | Орден Золотого руна                                                                           | Орден Золотого руна                                                                           |                 |
| Венгрия                       | 2002—              | Цепь ордена Заслуг                                                                            | Цепь ордена Заслуг                                                                            |                 |
| Мальта                        | 23 ноября 2005     | Орден «На благо Республики»                                                                   | Орден «На благо Республики»                                                                   | SG              |
| Латвия                        | 12 Октября 2006—   | Крест Признания Первой степени                                                                | Крест Признания Первой степени                                                                |                 |
| Литва                         | 17 Октября 2006—   | Большой Крест с цепью ордена Витаутаса Великого                                               | Большой Крест с цепью ордена Витаутаса Великого                                               |                 |
| Эстония                       | 19 Октября 2006—   | Цепь ордена Креста земли Марии                                                                | Цепь ордена Креста земли Марии                                                                |                 |
| Гана                          | 2007               | Почётный компаньон ордена Звезды Ганы                                                         | Почётный компаньон ордена Звезды Ганы                                                         | CSG             |
| Турция                        | 14 Мая 2008—       | Орден Турецкой Республики Первого класса                                                      | Орден Турецкой Республики Первого класса                                                      |                 |
| Словения                      | 2008—              | Орден «За исключительные заслуги»                                                             | Орден «За исключительные заслуги»                                                             |                 |
| Словакия                      | 2008—              | Орден Двойного белого креста Первого класса                                                   | Орден Двойного белого креста Первого класса                                                   |                 |
| Объединённые Арабские Эмираты | 2010—              | Орден Заида                                                                                   | Орден Заида                                                                                   |                 |
| Тонга                         | 2012—              | Большой крест ордена Королевы Салоте Тупоу III                                                | Большой крест ордена Королевы Салоте Тупоу III                                                | DGCQS           |
| Сан-Марино                    | 2022—              | Большой крест ордена Святого Марина                                                           | Большой крест ордена Святого Марина                                                           |                 |

Елизавета II в инсигниях орденов:

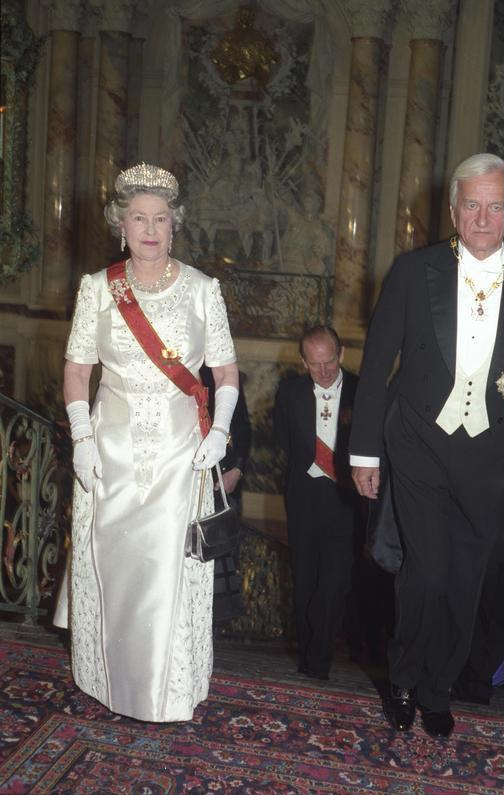
с знаками Большого креста особого класса ордена «За заслуги перед ФРГ» (ФРГ)
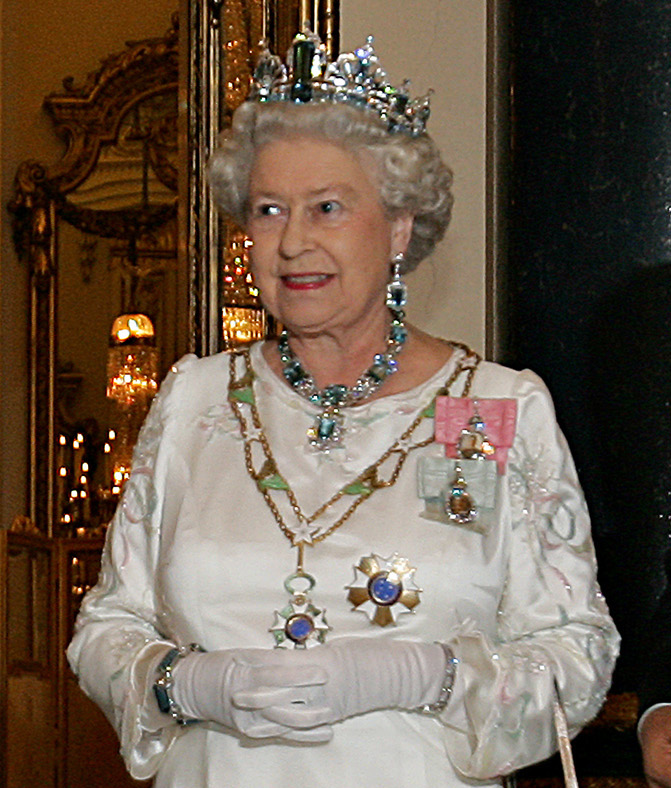
с цепью ордена Южного Креста (Бразилия)
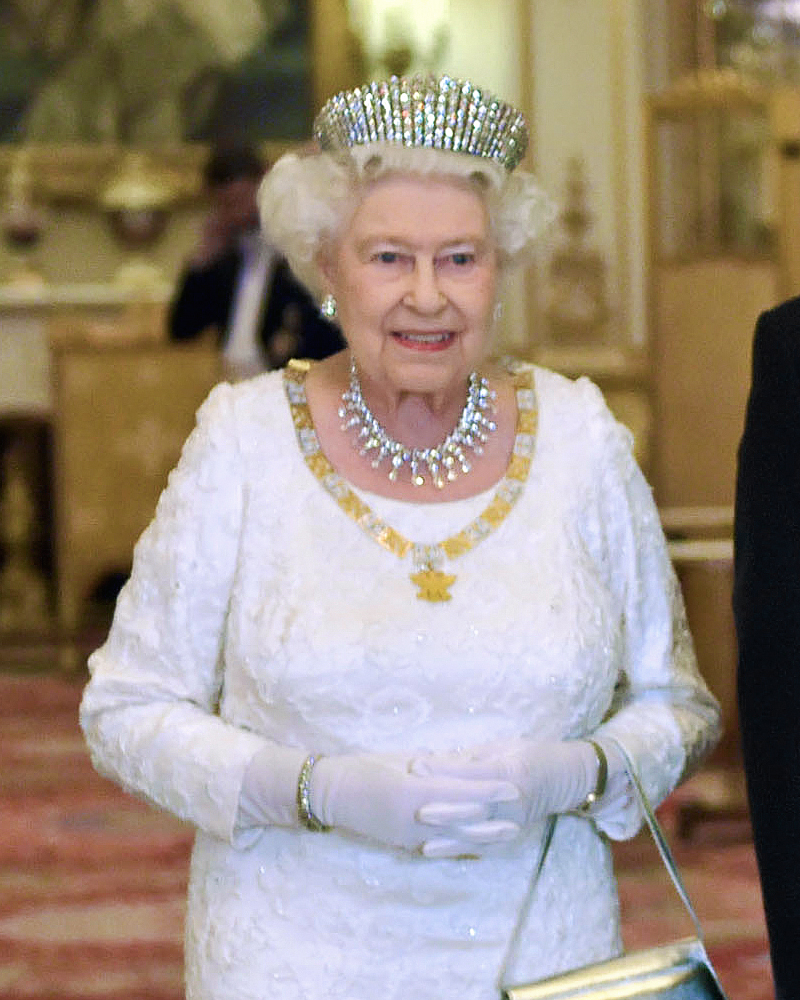
с цепью ордена Ацтекского орла (Мексика)

## Почётные титулы, звания и должности

### Почётные воинские должности
Австралия
- с 1953 — Капитан-генерал Королевского полка Австралийской Артиллерии
- с 1953 — Шеф (Colonel-in-Chief) Королевских Австралийских Инженеров
- с 1953 — Шеф Королевского Австралийского Корпуса Пехоты
- с 1953 — Шеф Королевского Австралийского Корпуса Тылового Обеспечения
- с 1953 — Шеф Королевского Австралийского Медицинского Корпуса
- с 1953 — Шеф (Air-Commodore-in-Chief) Австралийских Гражданских Воздушных Сил

 Канада
- с 1947 — Шеф Шодерийского пехотного полка (en:Le Régiment de la Chaudière)
- с 1947 — Шеф 48-го полка Канадской горной пехоты (en:48th Highlanders of Canada)
- с 1950 — Шеф Аргилльского и Сазерландского полка горной пехоты принцессы Луизы (The Argyll and Sutherland Highlanders of Canada)
- с 1952 — Капитан-генерал полка Королевской Канадской Артиллерии
- с 1953 — Шеф Генерал-губернаторской конной гвардии
- с 1953 — Шеф Собственного королевского полка Калгари
- 1953—1967: Шеф Корпуса Королевских Канадских Инженеров
- с 1953 — Шеф Королевского 22-го полка
- с 1953 — Шеф Генерал-губернаторской пешей гвардии
- с 1953 — Шеф Канадской гренадерской гвардии
- с 1953—1956: Шеф Карлтонского и Йоркского полка
- с 1953 — Шеф Канадской гвардии
- с 1956 — Шеф Королевского Нью-Брунсвикского полка
- 1958—1968: Шеф Королевского Канадского Корпуса тылового обеспечения
- с 1977 — Шеф военных инженеров
- с 1981 — Шеф горной пехоты Калгари
- 1953—1968: Шеф (Air-Commodore-in-Chief) Резервных Воздушных Сил Канады
- с 1953 — Почётный комиссионер Королевской канадской конной полиции

 Фиджи
- 1970—1987: Шеф Королевских Фиджийских Вооружённых Сил

 Гана
- 1959—1960: Шеф Ганского пехотного полка

 Новая Зеландия
- с 1953 — Капитан-генерал полка Королевской Новозеландской Артиллерии
- с 1953 — Капитан-генерал Королевского Новозеландского бронетанкового корпуса
- с 1953 — Шеф (Colonel-in-Chief) Королевского Новозеландского инженерного корпуса
- 1953—1964: Шеф Собственного герцогини Ранфурлийской Оклэндского полка
- 1953—1964: Шеф Веллингтонского полка
- с 1964 — Шеф Королевского Новозеландского пехотного полка
- 1977—1996: Шеф Королевского Новозеландского корпуса тылового обеспечения
- с 1953 — Шеф ('Air-Commodore-in-Chief) Территориальных Воздушных Сил Новой Зеландии

 Южная Африка
- 1947—1961: Шеф (Colonel-in-Chief) Королевской Дурбанской лёгкой пехоты
- 1947—1961: Шеф Южноафриканской железнодорожно-мостовой бригады
- 1952—1961: Шеф Имперской лёгкой конницы
- 1953—1961: Шеф Королевских карабинеров Наталя
- 1953—1961: Шеф Каффрарианских стрелков

 Соединённое Королевство
- 1942—1952: Полковник гвардейских гренадеров
- 1947—2006: Шеф Аргулльско-Сазерлендского горнопехотного полка принцессы Луизы
- 1947—1994: Шеф 16/5 Королевских уланов
- с 1949 — Почётный бригадир женского королевского армейского корпуса
- с 1952 — Шеф Конной гвардии (Life Guards)
- 1952—1969: Шеф Королевской конной гвардии (Royal Horse Guards)
- с 1952 — Шеф гвардейских гренадеров
- с 1952 — Шеф Колдстримских гвардейцев (Coldstream Guards)
- с 1952 — Шеф Шотландских гвардейцев
- с 1952 — Шеф Ирландских гвардейцев
- с 1952 — Шеф Валлийских гвардейцеы
- с 1952 — Капитан-генерал Королевского артиллерийского полка
- с 1952 — Шеф Корпуса Королевских Инженеров
- с 1952 — Шеф Почётного артиллерийского отряда (en:Honourable Artillery Company)
- 1953—1971: Шеф Королевской Шотландской кавалерии (en:Royal Scots Greys)
- с 1953 — Шеф Королевского танкового полка
- 1953—2006: Шеф Королевских Валлийских фузилёров
- 1953—1970: Шеф полка Loyal Regiment
- 1953—1966: Шеф Королевского стрелкового корпуса
- 1953—1956: Шеф Королевского армейского корпуса тылового обеспечения
- 1953—1956: Почётный полковник Собственных Королевы Уорчесширских Гусар
- с 1953 — Капитан-генерал молодёжной организации Министерства Обороны Великобритании, Объединённых Кадетских Сил (en:Combined Cadet Force)
- 1953—1059: Шеф Королевских Сил Западноафриканского Фронтира
- 1953—1964: Шеф Королевских африканских стрелков (en:King's African Rifles)
- 1953—1964: Шеф Полка Северной Родезии
- 1953—1974: Шеф Королевской Мальтийской Артиллерии
- 1953—1972: Шеф Собственного Королевского Мальтийского полка
- 1953—1970: Шеф Королевского Родезийского полка
- 1953—1992: Шеф Собственных Герцога Ланкастерского Йоменов (en:Duke of Lancaster's Own Yeomanry)
- 1956—1963: Шеф Собственного Королевы Нигерийского полка
- с 1956 — Почётный полковник Собственных Королевы Уорвикширских и Уочестерширских Йоменов
- 1959—1963: Шеф Королевских Нигерийских Вооружённых Сил
- 1959—1971: Шеф Королевских Вооружённых Сил Сьерра Леоне
- с 1964 — Шеф Малавийских стрелков
- 1966—2007: Шеф Королевских Зелёных Жакетов (en:Royal Green Jackets)

### Почётное гражданство городов и иных территорий
- 1947: Виндзор и Мэйденхэд
- 1948: Стерлинг, Шотландия
- 1948: Лондон
- 1948: Кардифф, Уэльс
- 1949: Эдинбург, Шотландия
- 1949: Белфаст, Северная Ирландия
- 1976: Филадельфия, США, штат Пенсильвания

### Почётное членство
| Страна                  | Дата       | Организация                                          | Должность                       |
| ----------------------- | ---------- | ---------------------------------------------------- | ------------------------------- |
| Соединённое Королевство | 1947— 1952 | Лондонское королевское общество                      | Действительный член (Fellow)    |
| Соединённое Королевство | 1947—      | en:Worshipful Company of Drapers                     | Почётный член (Freeman)         |
| Соединённое Королевство | 1947—      | en:Institution of Civil Engineers                    | Почётный член (Honorary Member) |
| Англия и Уэльс          | 1951—      | Английский королевский хирургический колледж         | Почётный член (Honorary Fellow) |
| Соединённое Королевство | 1951—      | en:Royal College of Obstetricians and Gynaecologists | Почётный член (Honorary Fellow) |

### Почётные учёные степени
С момента восхождения на престол в 1952 году королева Елизавета II отказалась принимать учёные степени, так как это автоматически поставило бы её в подчинённое положение перед главами соответствующих университетов, что для царствующего монарха неприемлемо.
| Графство  | Дата | Учебное заведение        | Учёная степень                                     |
| --------- | ---- | ------------------------ | -------------------------------------------------- |
| Англия    | 1946 | Лондонский университет   | Почётный (honoris causa) бакалавр музыки           |
| Англия    | 1948 | Оксфордский университет  | Почётный (honoris causa) доктор гражданского права |
| Уэльс     | 1949 | Уэльский университет     | Почётный (honoris causa) доктор музыки             |
| Шотландия | 1951 | Эдинбургский университет | Почётный (honoris causa) доктор права              |
| Англия    | 1951 | Лондонский университет   | Почётный (honoris causa) доктор права              |

### Награды
- Медаль Альберта (Королевское общество искусств) (1958)
- Почётный гражданин Белграда (17 октября 1972 года, Югославия)[19]